# Mauricio Donoso
Mauricio Alejandro Donoso Pérez (Santiago del Cile, 30 aprile 1976) è un calciatore cileno, centrocampista del Club Deportivo Municipal Iquique.